# Sabaleros
 Sabaleros  es una película en blanco y negro de Argentina dirigida por Armando Bó sobre su propio guion, escrito en colaboración con Augusto Roa Bastos. Se estrenó el 25 de febrero de 1959, y contó con Isabel Sarli, Armando Bó y Alba Mujica como actores principales.
En los Estados Unidos fue exhibida con títulos llamativos, tales como Put Up, Shut Up, Positions (posiciones) y Positions of love (Posiciones de amor), y se le agregaron escenas eróticas a cargo de la actriz Angelique. 
La película es recordada por una violenta escena de pelea entre los personajes de Isabel Sarli y Alba Mujica en los desagües de la ciudad de Buenos Aires, ubicados en la costa de Berazategui. Las actrices se revolcaron en los desechos cloacales y Sarli debió ser hospitalizada tras haber contraído hepatitis A.

## Sinopsis

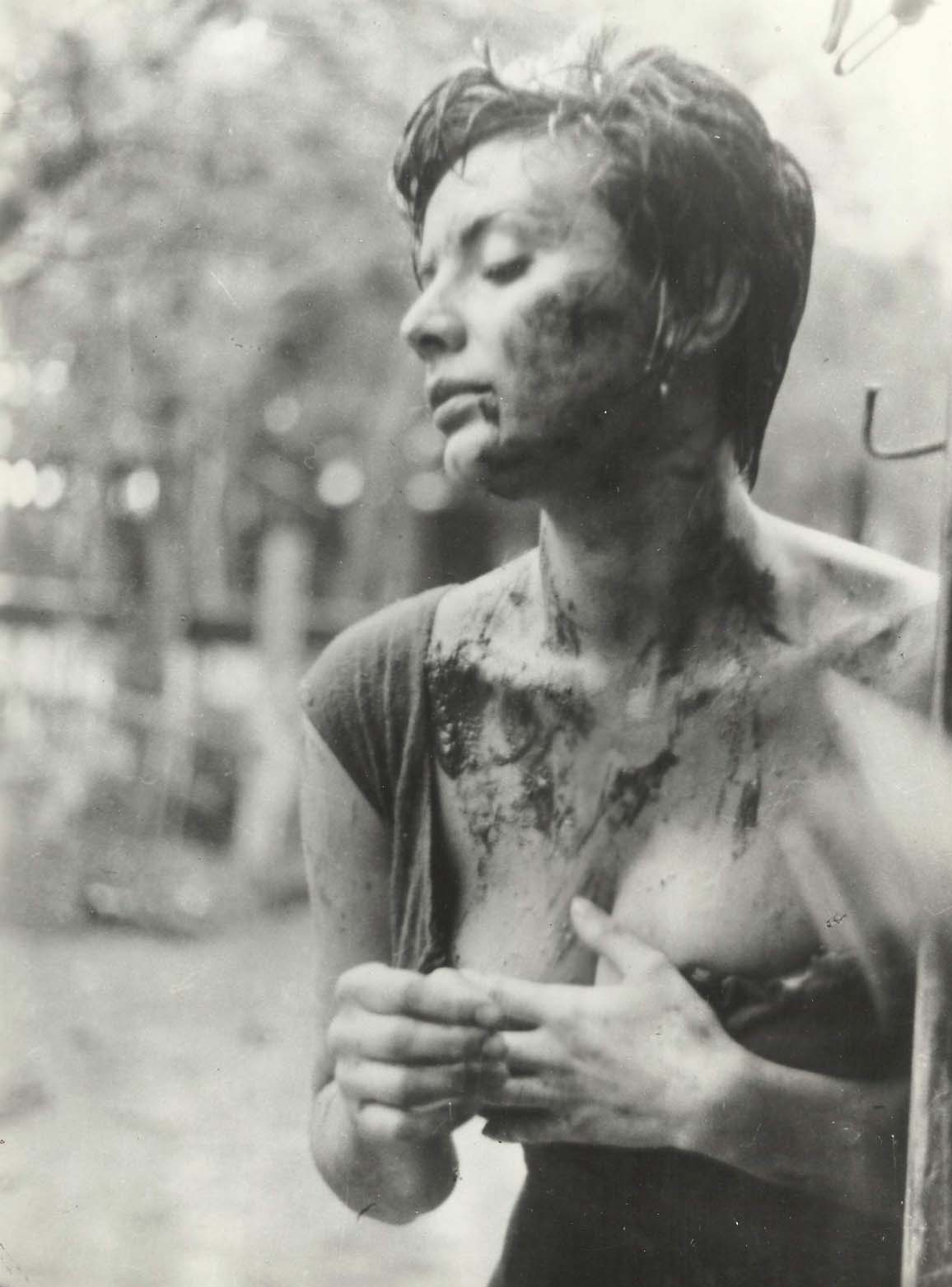
Isabel Sarli en la famosa escena filmada en lo desagües de Buenos Aires en Berazategui.

La historia de amor entre un hombre y una mujer, hijos de pescadores rivales.

## Reparto
- Isabel Sarli …Ángela
- Armando Bó
- Alba Mujica
- Nestor Pichin Mazzei
- Armando Mazzei
- Ernesto Báez
- Alberto Barcel
- Joaquín Petrosino
- Héctor Armendáriz
- Adolfo Linvel
- Joe Delk
- Oscar L. Par
- Mateo Velich
- Celso Vidal
- Angelique …Rubia en la escena erótica.

## Comentarios
La Razón informó:

”El público desaprobó con distintas manifestaciones el estreno…Con risas y silbidos.”

Manrupe y Portela escriben:

”El “Arroz Amargo” de Bó, todavía insistiendo en lo social como excusa para que Sarli y Mujica  se agarren de las mechas en el agua. Desaforada hija de El trueno entre las hojas, objeto de estudio y mal alegato sexy.”